# Yanbian Longding FC
Der Yanbian Longding Football Club (chinesisch 延边龙鼎足球俱乐部) ist ein 2017 gegründeter chinesischer Fußballverein aus Yanji (chinesisch 延吉市). Aktuell spielt der Verein in der zweiten Liga, der China League One.

## Namenshistorie
| von  | bis   | Vereinsname                                     |
| ---- | ----- | ----------------------------------------------- |
| 2017 | 2018  | Longjing Hailanjiang FC (chinesisch 龙井海兰江) |
| 2019 | 2020  | Yanbian Hailanjiang FC (chinesisch 延边海兰江)  |
| 2021 | heute | Yanbian Longding FC (chinesisch 延边龙鼎)       |

## Stadion
Der Verein trägt seine Heimspiele im Yanji New Stadium  (chinesisch 延吉新体育场) in Yanji aus. Das Stadion hat ein Fassungsvermögen von 30.000 Personen.

## Trainerchronik
| Trainer      | Nation              | von               | bis          |
| ------------ | ------------------- | ----------------- | ------------ |
| Jin Qing     | Volksrepublik China | 28. Februar 2019  | 22. Mai 2019 |
| Huirong Jin  | Volksrepublik China | 1. Januar 2021    | 2. Juli 2021 |
| Kim Bong-gil | Südkorea            | 19. Dezember 2022 |              |